# Six Songs of Hellcity Trendkill
Six Songs Of Hellcity Trendkill è il secondo EP del gruppo sleaze rock finlandese Private Line.

## Tracce
1. Makin' A Mess Since '77
2. Downstairs Upstairs
3. Superstar IQ
4. Grown Like Others
5. Virgin Suicide
6. Crack In Reality

## Formazione
- Sammy – voce, chitarra
- Ilari – synth, chitarra
- Jack – chitarra
- Eliaz – batteria
- Spitfire – basso